# Adolf Daens
Adolf Daens (ur. 18 grudnia 1839 roku w Aalst, zm. 14 czerwca 1907 tamże) – belgijski duchowny, jezuita, polityk. Twórca partii Chrześcijańsko-Ludowej Christene Volkspartij.

## Życiorys

### Życie
Pochodził z Flamandii. Studiował klasyczne nauki humanistyczne na St. Joseph College w swoim rodzinnym mieście Aalst. Po nieudanej próbie na uniwersytecie został księdzem. Widząc ludzi pracujących w nieludzkich warunkach w fabrykach Aalst, zainteresował się losem robotników. Konsekwencją tego było, w roku 1893, powstanie partii Chrześcijańsko-Ludowej. Chrześcijańska Partia Ludowa dążyła do demokratyzacji i do radykalizacji strony katolickiej.
Był od 1894 do 1898 członkiem parlamentu dla okręgu Aalst i od 1902 do 1906 roku członkiem parlamentu dla dzielnicy Brukseli. Pod wpływem Rerum Novarum (1891) papieża Leona XIII odmówił posłuszeństwa swym przełożonym i przystąpienia do katolickiej partii Charles Woeste. Został wybrany na zastępcę Aalst w 1894, a później w Brukseli. W 1899 roku został zwolniony z kapłaństwa.
Jako jeden z pierwszych zaczął mówić po holendersku w Izbie Reprezentantów. Jest jednym z współautorów projektu ustawy do Uniwersytetu w Gandawie z 1905 roku. W 1906 roku, kampanii oczerniania konserwatywnych katolickich figur, oskarżano go o współpracę z socjalistami i liberałami. Zmarł w swoim rodzinnym mieście 14 czerwca 1907 roku.

### Daens w kulturze masowej

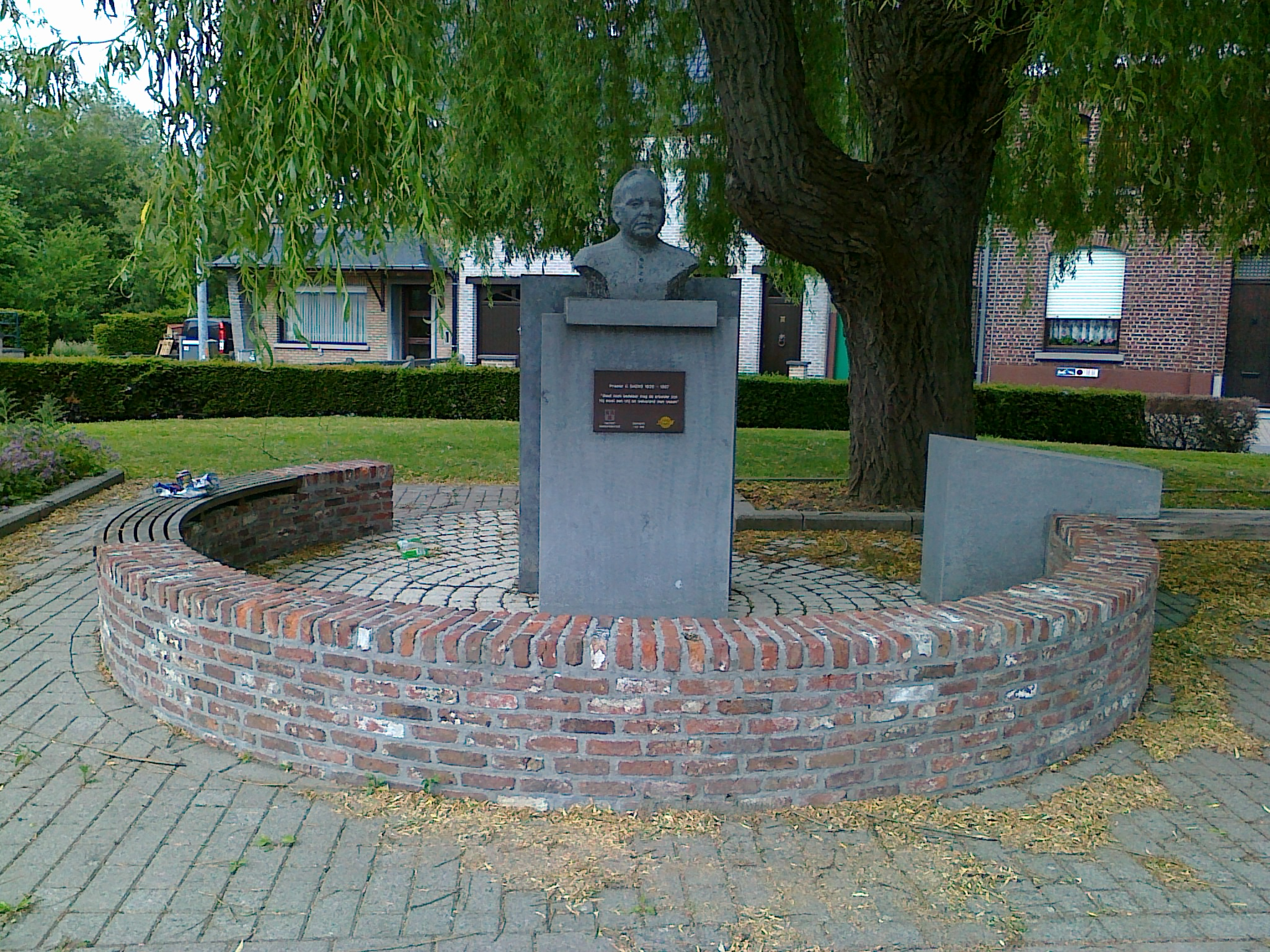
Pomnik Daensa w Oost-Vlaanderen

Jego życie i ideały były przedmiotem filmu Daens z 1992 roku w reżyserii belgijskiego reżysera Stijna Coninxa. Prócz tego wydano serię znaczków z wizerunkiem księdza. Posiada również swój pomnik.